# Cephalophus
Cephalophus é um gênero de mamíferos que faz parte da tribo Cephalophini, da subfamília Antilopinae, da família dos bovídeos. Integra um grupo de animais conhecidos como cabritos-da-floresta, ou duikers-da-floresta, juntamente com os gêneros Cephalophorus, Cephalophula, Leucocephalophus e Sylvicapra.

## Espécies
Segundo a taxonomia mais recente, o gênero Cephalophus contém 4 espécies:
- Cephalophus dorsalis — Bâmbi-castanho
- Cephalophus jentinki — Cabrito-de-jentink
- Cephalophus silvicultor — Muntual
- Cephalophus spadix — Cabrito-de-abbot